# Richtlinie 96/82/EG (Seveso-II-Richtlinie)
Die Richtlinie 96/82/EG des Rates vom 9. Dezember 1996 zur Beherrschung der Gefahren bei schweren Unfällen mit gefährlichen Stoffen, umgangssprachlich auch Seveso-II-Richtlinie genannt, war eine EG-Richtlinie zur Verhütung schwerer Betriebsunfälle mit gefährlichen Stoffen und zur Begrenzung der Unfallfolgen.
Sie wurde nach dem italienischen Ort Seveso benannt, wo sich 1976 ein folgenschwerer Industrieunfall ereignete, der als Sevesounglück bekannt wurde. Die Richtlinie Seveso-II trat am 3. Februar 1997 in Kraft und löste dadurch die Seveso-I-Richtlinie von 1982 ab.
Mit Wirkung vom 1. Juni 2015 trat die Richtlinie außer Kraft und wurde durch die am 4. Juli 2012 im Amtsblatt der EU veröffentlichte Richtlinie 2012/18/EU, umgangssprachlich auch Seveso-III-Richtlinie oder Störfall-Richtlinie genannt, ersetzt.

## Entstehung

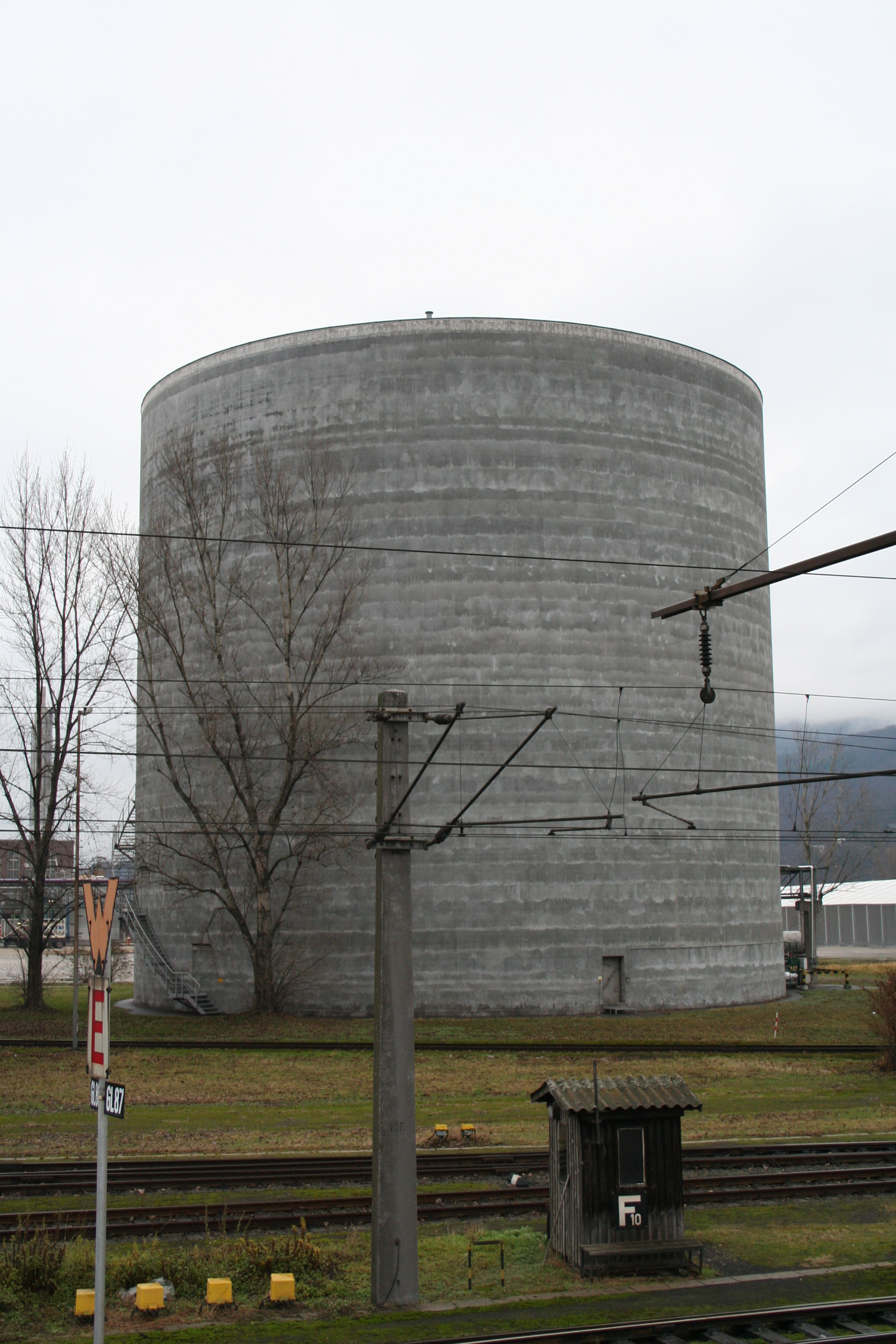
Ammoniaktank im Chemiepark Linz

Im Laufe der Industrialisierung Europas nahm der Gebrauch gefährlicher Stoffe immer mehr zu. In den 1970er Jahren kam es zu mehreren Großunfällen (Flixborough-Unglück 1974, Seveso 1976). Um das hohe Gefahrenpotential zu senken, erließ die EWG am 24. Juni 1982 die Richtlinie 82/501/EWG über die Gefahren schwerer Unfälle bei bestimmten Industrietätigkeiten (Seveso-I-Richtlinie).
Im Laufe der nächsten Jahre wurde eine Überarbeitung und Ausweitung dieser Richtlinie gefordert. Besonders aufgrund des Bhopalunglücks in Indien im Jahre 1984 hielt man eine strengere Umsetzung für angebracht. Schließlich wurde am 9. Dezember 1996 die Richtlinie 96/82/EG „zur Beherrschung der Gefahren bei schweren Unfällen mit gefährlichen Stoffen“ erlassen, die am 3. Februar 1997 in Kraft trat. Am 31. Dezember 2003 trat mit der Richtlinie 2003/105/EG eine Änderung der Seveso-II-Richtlinie in Kraft, die in erster Linie Korrekturen an der Liste an Stoffen und deren Mengenschwellen betraf. Diese Änderungen wurden u. a. durch die Explosion der Feuerwerksfabrik von Enschede beeinflusst.

## Inhalt
Die Seveso-II-Richtlinie enthält eine Liste an Stoffen, die als gefährlich eingestuft werden. Betriebe, die gewisse Mengen solcher Stoffe lagern, müssen besondere Auflagen einhalten:
- Der Betrieb muss bei der Behörde gemeldet sein.
- Es müssen regelmäßig Sicherheitsberichte erstellt werden.
- Interne und externe Notfallpläne müssen existieren.
- Zu Wohngebieten und Naturschutzgebieten muss ein angemessener Sicherheitsabstand eingehalten werden.
- Die Sicherheitsmaßnahmen müssen veröffentlicht werden.
- Schwere Unfälle sind so bald wie möglich zu melden und entsprechende Maßnahmen zu ergreifen.
- Der Betrieb muss regelmäßig inspiziert werden.

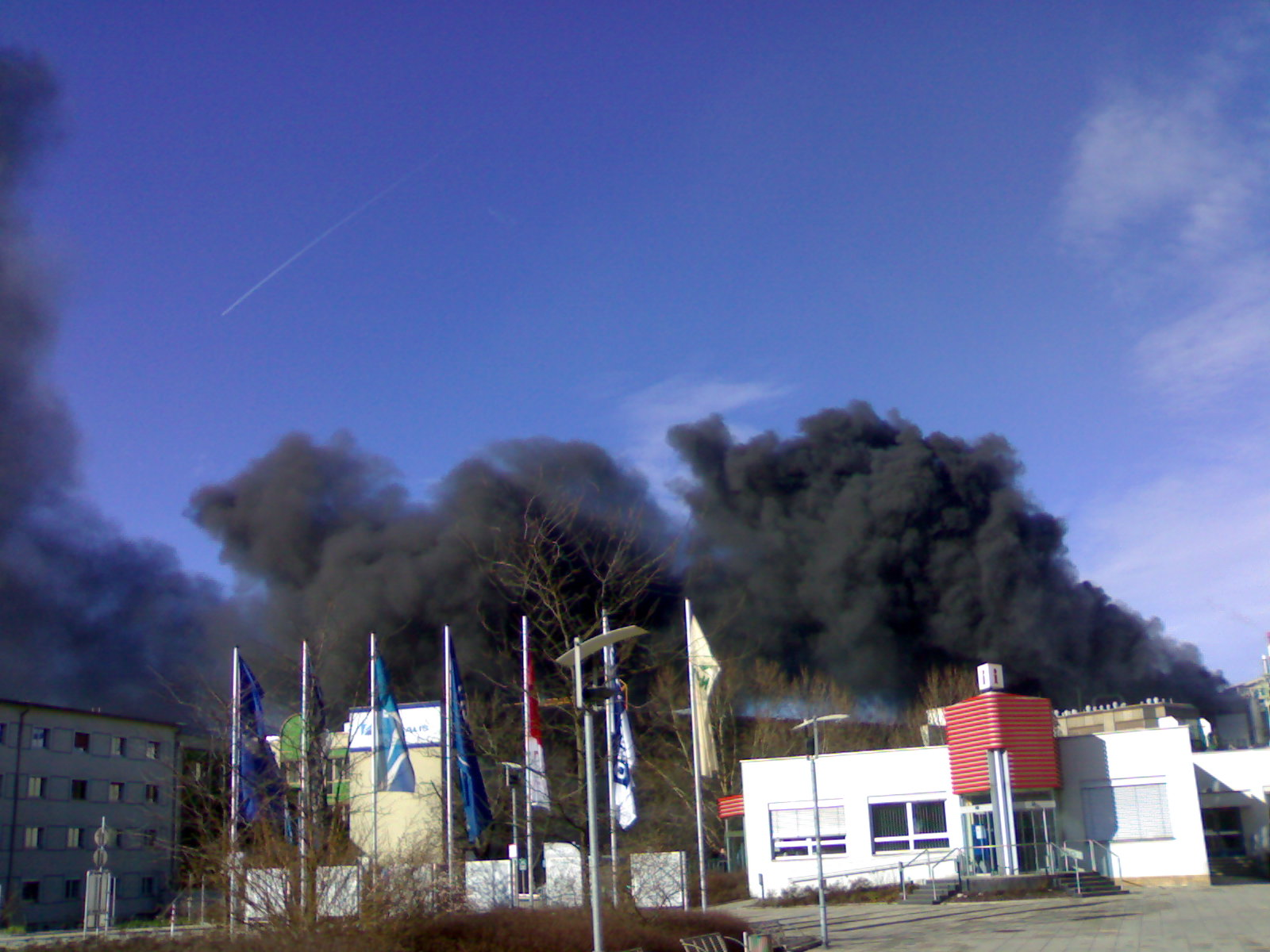
Brand mit starker Rauchentwicklung